# Kolo TV/FM

## Histoire de la chaîne
Kolo TV/FM  est une chaîne de télévision généraliste commerciale privée malgache émettant depuis  Antananarivo, la capitale de Madagascar.
janvier 2023, KOLO TV FM Fianarantsoa a été créée, elle a commencé avec le programme du soir qui vise à partager l'actualité et les auditeurs participent directement à travers des messages courts et des appels. Il y a peu, la radio KOLO FM et la télévision KOLO TV ont également été accueillies à Mahajanga. Il y avait aussi la Région de Morondava qui s'est constituée il n'y a pas si longtemps.

## Identité visuelle
Le logo de Kolo TV/FM est un K écrit en blanc rappelant le nom de la chaîne, encadré d’un rectangle bleu.

## Façade

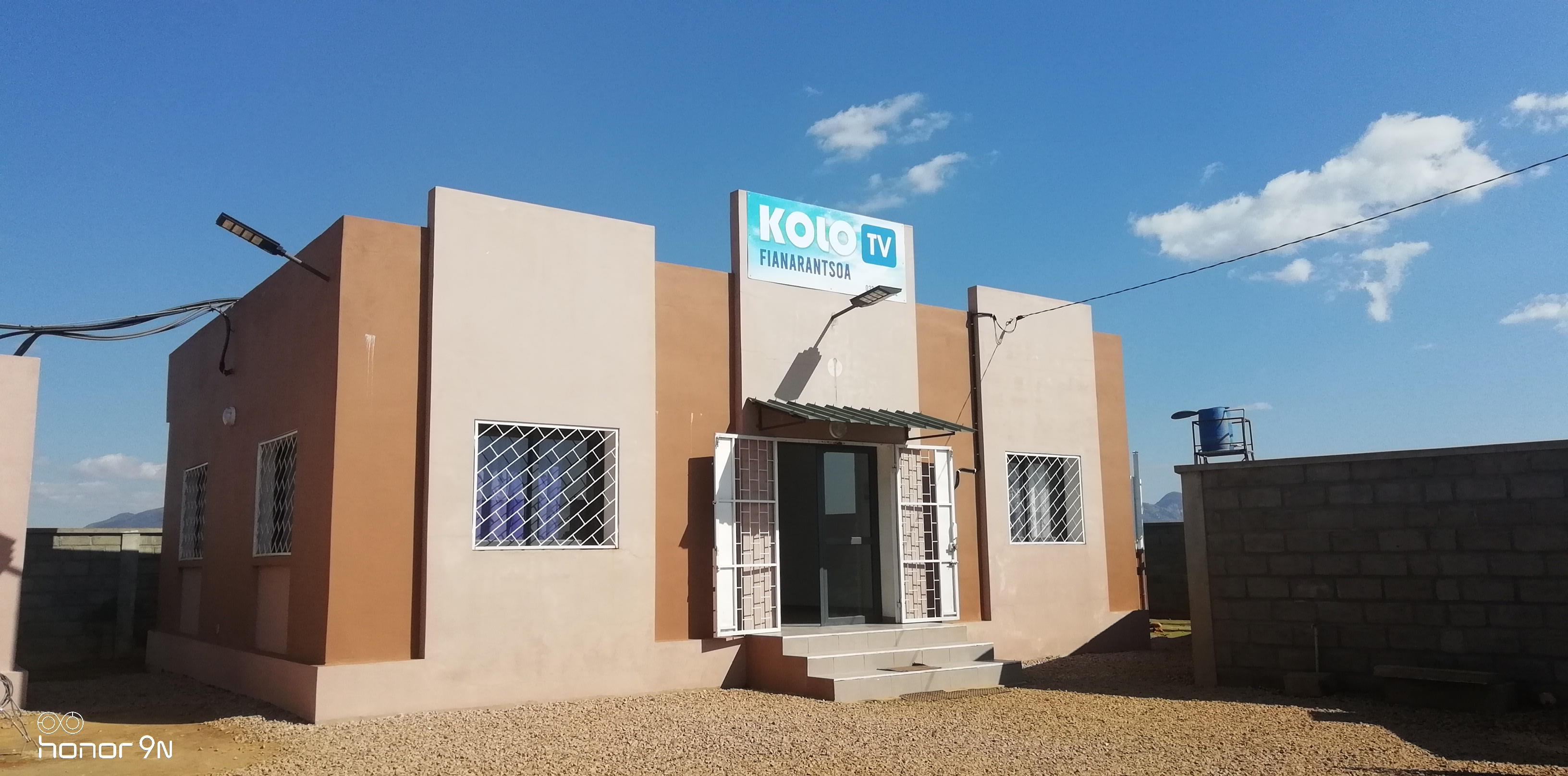
KOLO TV/FM FIANARANTSOA

### Logos

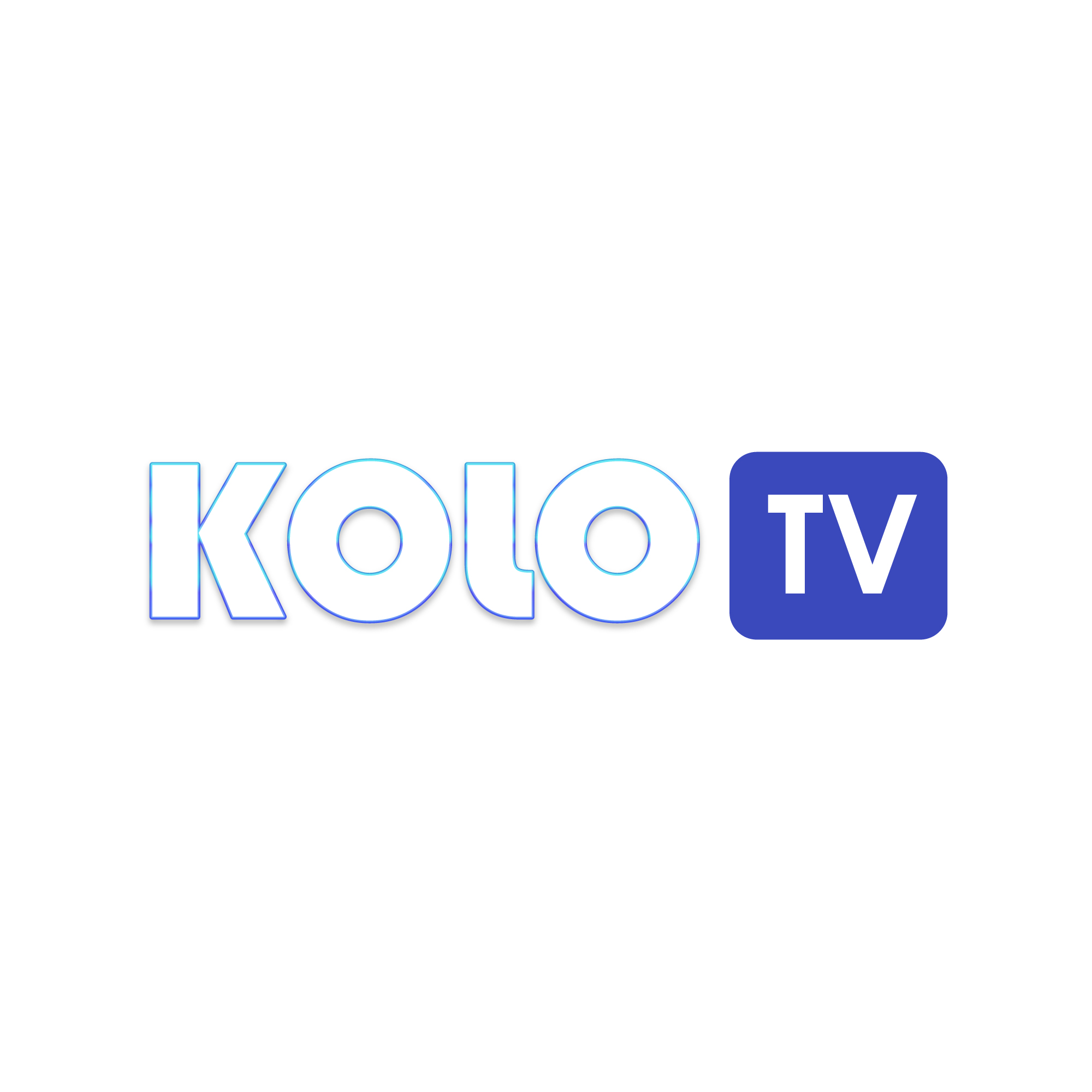
Logo KOLO TV
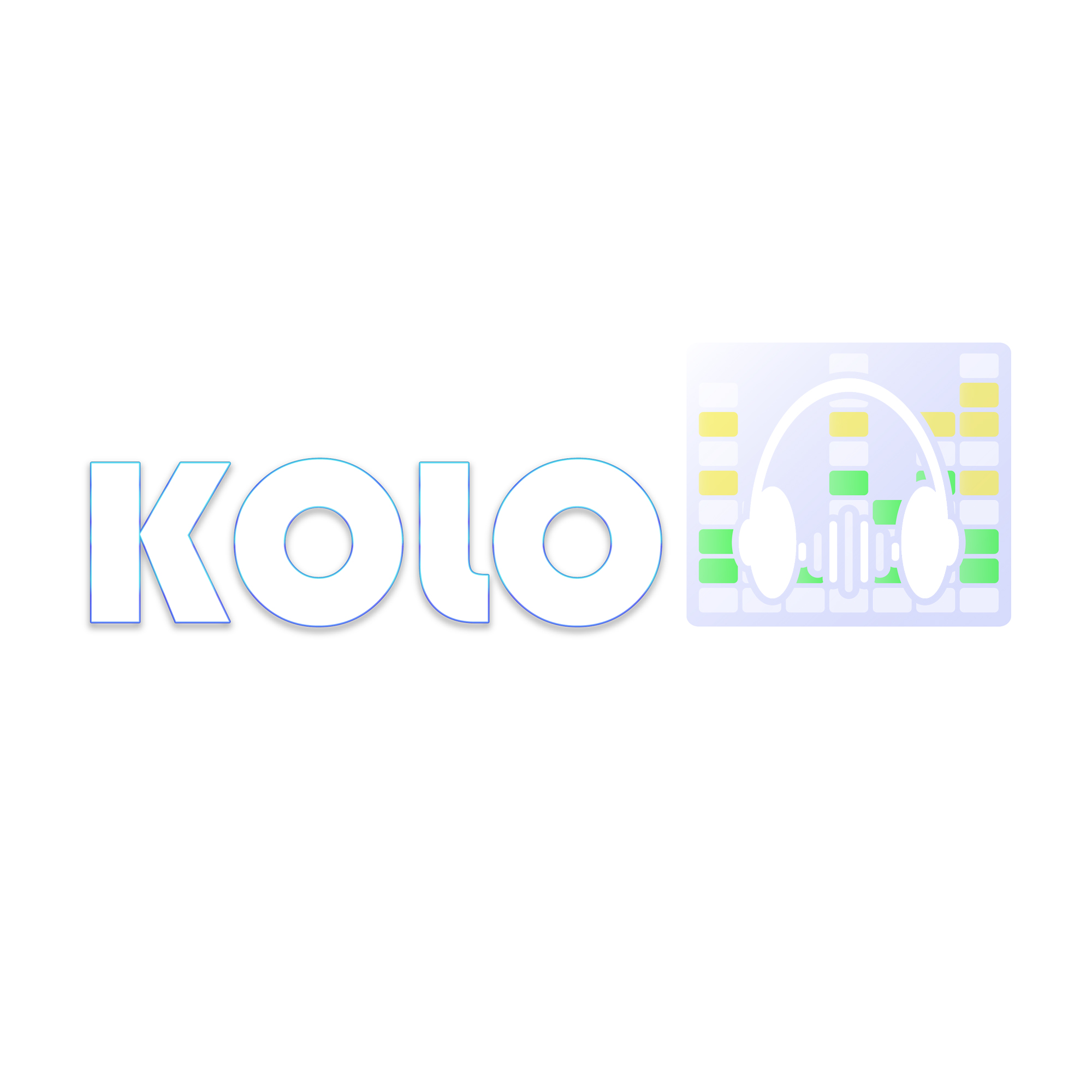
Logo KOLO FM

## Diffusion
Kolo FM Radio émet sur la fréquence 88.8 MHz.